# William Sherlock
William Sherlock (vers 1641 – 1707) est un théologien et prélat anglais. 

## Biographie
Né à Southwark, il fait ses études à St Saviour's et à Eton, puis au collège de Peterhouse de l'université de Cambridge. En 1669, il devient recteur de l'église St George Botolph Lane, à Londres, et est nommé chanoine prébendier de la cathédrale Saint-Paul en 1681. En 1683, il devient « maître du temple », c'est-à-dire prêtre de l'Église du Temple.
En 1686, sa pension lui est retirée à la suite de ses prêches contre le pape et une controverse avec Louis de Sabran, chapelain de Jacques II. Après la « glorieuse révolution », il est suspendu en raison de son refus de prêter serment à Marie II et Guillaume III, mais il se soumet avant de perdre sa position.
Il devient doyen de Saint-Paul en 1691, et meurt à Hampstead en 1707.
Il est le père de Thomas Sherlock, évêque de Londres en 1748. 

## Œuvres
En 1674, il révèle son goût de la controverse en attaquant un puritain, John Owen, dans La connaissance de Jésus-Christ et l'union avec lui. En 1684, il publie Le cas de la résistance des puissances suprêmes, posé et résolu selon la doctrine des Saintes Écritures, un traité dans lequel il établit la distinction entre l'obéissance active et passive, qui est généralement acceptée par le clergé de la Haute Église.
Pendant la période de sa suspension, il écrit un Discours pratique sur la mort, qui devient très populaire.
En 1690 et 1693, il publie des ouvrages sur la doctrine de la Trinité, qui aidèrent plutôt que de nuire à la cause socinienne et l'impliquèrent dans une controverse avec Robert South et d'autres.
Ses sermons, rassemblés en 2 volumes, ont fait l'objet de plusieurs éditions. 
On a en particulier conservé de lui : 
- Sermons sur la Mort et le Jugement,
- Traité de l'Immortalité de l'âme,
- Traité de la Providence, traduit en français en 1721.